# Eublemma kuelekana
Eublemma kuelekana is een vlinder van de familie van de spinneruilen (Erebidae). De wetenschappelijke naam van deze soort werd voor het eerst voorgesteld als Thalpochares arcuinna var. kuelekana door Otto Staudinger in een publicatie uit 1871.
De soort komt voor in Turkije.